# Micropterix aureoviridella
Micropterix aureoviridella là một loài bướm đêm thuộc họ Micropterigidae. Loài này có ở Ý, Thụy Sĩ, Đức, Áo, Ba Lan, Slovenia và Slovakia.
Sải cánh dài khoảng 7 mm. Con trưởng thành bay từ cuối tháng 5 đến tháng 7.
Thức ăn của con trưởng thành là những cây bụi có hoa, bao gồm Pinus mugo.

## Hình ảnh

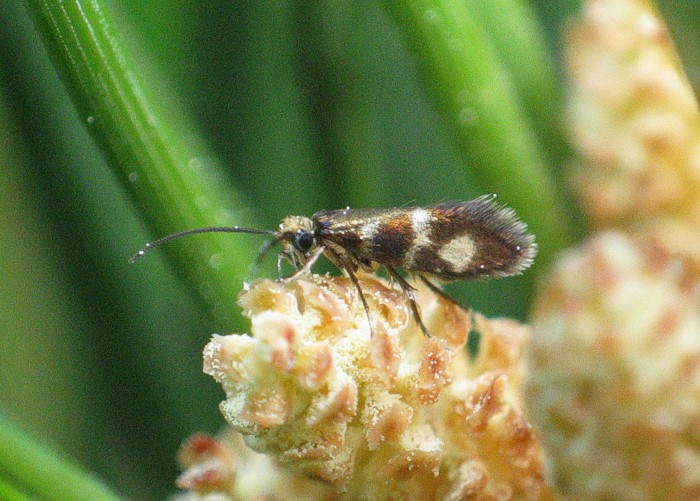